# Čemernica (Virovitica)
Čemernica is een plaats in de gemeente Virovitica in de Kroatische provincie Virovitica-Podravina. De plaats telt 671 inwoners (2001).